# Il Guardiano del Faro
Il Guardiano del Faro, pseudonimo di Federico Monti Arduini (Milano, 1º dicembre 1940), è un compositore, tastierista e arrangiatore italiano, attivo anche come produttore discografico e autore di programmi televisivi, noto soprattutto negli anni settanta e ottanta per i suoi lavori con il moog. Raggiunse la massima popolarità nel 1975 grazie al brano Amore grande, amore libero, che scalò rapidamente le classifiche. Come compositore per altri artisti ha spesso usato lo pseudonimo Arfemo (dalle iniziali del nome e dei due cognomi).

## Biografia
Ha fatto studi classici. Dopo essersi diplomato in pianoforte al Conservatorio Giuseppe Verdi di Milano inizia a comporre canzoni e, ottenuto un contratto con la Bluebell di Antonio Casetta, debutta come compositore nel 1961 con Dolci sogni/Così, il primo 45 giri, a cui seguono altri per la stessa etichetta.
Diventa anche produttore artistico per la Bluebell lavorando con molti artisti Italiani e stranieri tra cui Carmen Villani, Claudio Lippi, Umberto Balsamo, I Nuovi Angeli, La Nuova Gente, Filipponio, Maurizio Piccoli, Sal Da Vinci, Mario Rosini, Santo & Johnny, Frankie Avalon, Joe Damiano, Al Martino, Vikki Carr, Gino Vannelli. Si dedica anche all'attività di compositore per altri cantanti: tra i brani da lui scritti Ma ci pensi per Mina, Il primo bacio che darò per Gigliola Cinquetti e Solo tu per Orietta Berti che nell'esecuzione di Cliff Richard (All My Love) diviene un successo internazionale con oltre 15 milioni di copie vendute. Scrive anche alcune canzoni con Giorgio Gaber; ne sono note in particolare due contenute nell'album L'asse di equilibrio, ovvero Parole parole e Suona chitarra che viene ripresa dal vivo nel disco doppio Il signor G.

Federico Arduini negli anni '60

Nel 1972 diviene direttore generale del gruppo editoriale di musica leggera della Dischi Ricordi, carica che mantiene per circa 15 anni. Nello stesso anno e fino al 1975 sarà anche direttore artistico e assistente alla Direzione Generale della Polydor Italia.
Sempre nel 1972 ottiene grande notorietà grazie al singolo brano Il gabbiano infelice, rivisitazione del brano Amazing Grace, pubblicato con lo pseudonimo Il Guardiano del Faro che avrebbe utilizzato su quasi tutti i suoi dischi da allora in poi. Il brano raggiunse la posizione numero 1 della Top 10 italiana.
Nel 1973 scrive con Umberto Balsamo su testo di Lubiak (pseudonimo di Felice Piccarreda) Tu nella mia vita, una delle canzoni più note del duo Wess & Dori Ghezzi, canzone che partecipa al Festival di Sanremo dello stesso anno. La canzone si classifica al sesto posto ma è prima nelle vendite.
Nel 1975 vince Un disco per l'estate con il brano di sua composizione Amore grande amore libero, ottenendo per qualche mese la posizione n. 1 nelle classifiche dei dischi a 45 giri più venduti. Nello stesso anno compone la colonna sonora dell'omonimo film diretto da Luigi Perelli.
L'anno successivo fonda la FMA, casa discografica il cui nome sono le sue iniziali, e compone la colonna sonora del film La orca per la regia di Eriprando Visconti, tra cui il tema conduttore Male d'amore.
Nel 1978 pubblica l'album Oasis contenente brani quali Non una corda al cuore, Disco divina, Oasis, Immenso mare immenso amore.
Nei primi anni ottanta partecipa come ospite fisso alla trasmissione televisiva Blitz condotta da Gianni Minà, contribuisce come autore e poi anche come presentatore con il proprio vero nome ad altri programmi televisivi delle reti nazionali quali Il sabato, Blu domenica ed il varietà sexy Il cappello sulle ventitré trasmesso da Rai 2.
Nel giugno del 1996 Monti Arduini fonda la Cafè Concerto, casa discografica ed editoriale, producendo molti artisti tra cui Mario Rosini. Nel 2008 è apparso nella trasmissione I migliori anni condotta da Carlo Conti eseguendo al Moog Amore grande amore libero.
Il 16 settembre 2022 pubblica l'album di inediti Il venditore di sogni che vede la partecipazione di vari ospiti tra cui Mario Rosini, Johnny Farina e CeCe Rogers.

## Discografia

### Come Federico Monti Arduini

#### Singoli
- 1961 – Dolci sogni/Così (Bluebell, BB 03055)
- 1961 – Nuvola d'occasione/Ricordo d'amore (Bluebell, BB 03059)
- 1962 – Mai, mai, mai/Ombre (Bluebell, BB 03068)
- 1962 – È Natale/Jingle Bells (Bluebell, BB 03074)
- 1963 – Antonella/Un gomitolo (Bluebell, BB 03097)
- 1963 – L'organino/Sai... (Bluebell, BB 03102)

#### Album
- 1987 – Il Guardiano del Faro (Dischi Ricordi, SMRL 6366)
- 1988 – Blue Love (CAT Record SLP 1003)

### Come Il Guardiano del Faro

#### Album in studio
- 1972 – L'uomo e il mare (Dischi Ricordi, SMRL 6108)
- 1973 – ...Per chi si ama come noi (Dischi Ricordi, SMRL 6116)
- 1974 – Concerto d'amore (Polydor, 2448 031)
- 1975 – Amore grande amore libero (RCA Italiana, TPL 1–1156)
- 1975 – Emanuelle (Polydor, 2449–008P)
- 1976 – Pensare, capire, amare (FMA, LSLFM 55782)
- 1977 – Domani (Fonit Cetra, LPX 53)
- 1978 – Oasis (Fonit Cetra, LPX 66)
- 1980 – ...Tu sempre tu... (RCA Italiana PL 31485)
- 1981 – Sarebbe bello se all'improvviso nella mia vita arrivassi tu (RCA Italiana, PL 31571)
- 1982 – ...Per vivere (RCA Italiana, PL 31631)
- 2022 – Il venditore di sogni (Cafè Concerto, 8019991888056)

#### Raccolte
- 1976 – Il gabbiano infelice (Dischi Ricordi, ORL 8025)
- 1979 – Incontro con Il Guardiano del Faro (RCA LineaTre, NL 33090)
- 1982 – Il Guardiano del Faro (Curcio Editore, HP–32 LKAY 36739)
- 1983 – Momenti magici con Il Guardiano del Faro (RCA LineaTre, NL 33348)
- 2004 – Il sole & la luna (Cafè Concerto/Edel Music, CCI 3006932)

#### Singoli
- 1972 – Il gabbiano infelice/Oceano (Dischi Ricordi, SRL 10.671)
- 1973 – Frogs/L'elefante e il bambino (Dischi Ricordi, SRL 10.699)
- 1973 – Papillon/Argentario (Polydor, 2060 063)
- 1974 – Concerto d'amore/Così dolce (Polydor, 2060 074)
- 1974 – Emmanuelle/Viaggio nell'infinito (Polydor, 2060 079)
- 1975 – Amore grande, amore libero/Guarda, è mattino (RCA Italiana, TPBO 1115)
- 1975 – Il Padrino II/Pensiero segreto (RCA Italiana, TPBO 1139)
- 1976 – Il primo appuntamento/Stardust (Dischi Ricordi, SRL 10.798)
- 1976 – Male d'amore/Ai confini del sogno (FMA, ZFM 50402)
- 1976 – Pensare, capire, amare/Dimenticarti mai (FMA, ZFM 50406)
- 1977 – Domani/Pajaso (Fonit Cetra, SP 1643, 7")
- 1979 – Il sereno e la tempesta/Non una corda al cuore (RCA Italiana, PB 6296)
- 1979 – Buonanotte papà/La congiura (RCA Italiana, PB 6494)